# Синискола
Синиско́ла (итал. Siniscola) — коммуна в Италии, располагается в регионе Сардиния, подчиняется административному центру Нуоро.
Население составляет 11 130 человек (на 2004 г.), плотность населения составляет 54,78 чел./км². Занимает площадь 199,96 км². Почтовый индекс — 8029. Телефонный код — 0784.
Покровителем населённого пункта считается святой Иоанн Креститель. Праздник ежегодно празднуется 24 июня.